# Daniel Pablo Bensusán
Daniel Pablo Bensusán (Santa Rosa, La Pampa; 3 de noviembre de 1974) es un abogado y político argentino. Es senador nacional por la provincia de La Pampa por el Frente de Todos. Apoderado del Partido Justicialista del distrito de La Pampa.

## Trayectoria
Egresó de la carrera de abogacía en la Universidad de Buenos Aires en el año 2001. Trabajó en el estudio jurídico "Bensusán". Se desempeñó como asesor de los Poderes Legislativo y Ejecutivo. Fue integrante del Consejo de la Magistratura de La Pampa, representando primero al Poder Legislativo y luego al Poder Ejecutivo (2007-2019). Entre 2011 y 2013, se desempeñó en el cargo de Subsecretario de Gobierno, Justicia y Seguridad. En el año 2015, durante la gestión como gobernador de  Carlos Verna, asumió como Ministro de Gobierno y Justicia de la provincia. En el año 2019 fue ratificado en cargo por el actual gobernador,  Sergio Ziliotto, como Ministro de Gobierno, Justicia y Derechos Humanos, hasta diciembre de 2021 cuando asume en el Senado de la Nación.

## Información Partidaria
- Es Apoderado General del Partido Justicialista Distrito La Pampa desde 2007.
- Es miembro titular del Consejo Provincial del Partido Justicialista y Congresal Titular.[3]

En 2021 encabeza la lista para Senador fruto de la conformación de una lista de unidad, con el acuerdo de las distintas líneas del PJ de La Pampa y de los partidos que componen el Frente de Todos.